# Leptogenys mexicana
Leptogenys mexicana é uma espécie de formiga do gênero Leptogenys, pertencente à subfamília Ponerinae.